# Dysaphis zini
Dysaphis zini är en insektsart som beskrevs av Shaposhnikov 1956. Dysaphis zini ingår i släktet Dysaphis och familjen långrörsbladlöss. Inga underarter finns listade i Catalogue of Life.